# (3161) Beadell
(3161) Beadell (1980 TB5) – planetoida z grupy pasa głównego asteroid okrążająca Słońce w ciągu 4,13 lat w średniej odległości 2,57 au. Odkryta 9 października 1980 roku.